# Гламазды (Черниговская область)
Гламазды (укр. Гламазди) — село в Козелецком районе Черниговской области Украины. Население 516 человек. Занимает площадь 0,776 км².
Код КОАТУУ: 7422080902. Почтовый индекс: 17003. Телефонный код: +380 4646.

## Власть
Орган местного самоуправления — Берлозовский сельский совет. Почтовый адрес: 17000, Черниговская обл., Козелецкий р-н, с. Берлозы, ул. Каштановая, 3.